# A487 road
Die A487 road (englisch für Straße A487) ist eine größtenteils (bis auf den Abschnitt südlich von Fishguard) als Primary route ausgewiesene Fernverkehrsstraße in Wales. Sie ist neben der A470 road und der A483 road eine der drei Hauptachsen, die Wales von Süden nach Norden durchziehen, und die am weitesten im Westen gelegene von diesen. Sie ist auch als Fishguard to Bangor Trunk Road bekannt.

## Verlauf

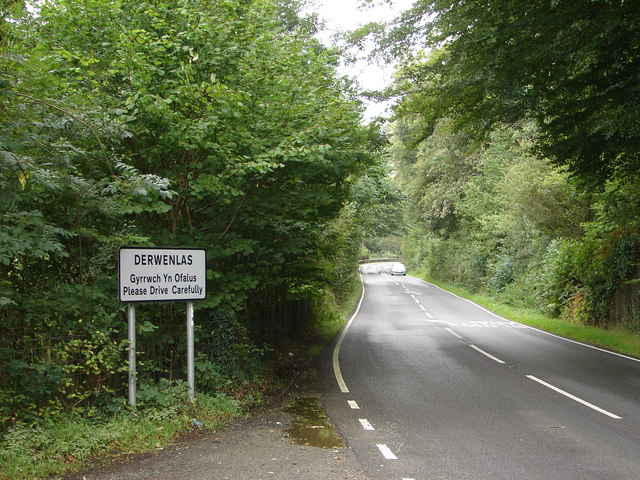
Die A487 in Derwenlas (Aufnahme 2006)

Die Straße zweigt in Haverfordwest von der A40 road ab und führt zunächst in westnordwestlicher Richtung nach St Davids (walisisch Tyddewi). Dort biegt sie scharf nach Nordosten ab und verläuft in einiger Entfernung zur Küste zum Fährhafen von Fishguard (walisisch Abergwaun). Von dort führt sie, nunmehr als Primary route, weiter nach Eglwyswrw und biegt nach Nordosten ab. Im weiteren Verlauf erreicht sie Cardigan (walisisch Aberteifi), wo die A478 road und die A484 road auf sie treffen, und weiter Aberaeron, wo sie die Küste erreicht. Der nächste größere Ort ist Aberystwyth. Dort trifft sie auf die von Osten kommende A44 road. Die A487 entfernt sich hier von der Küste und überquert in Machynlleth den River Dyfi. Weiter führt sie in nördlicher Richtung durch die Cambrian Mountains nach Dolgellau, vor dem sie sich mit der A470 road vereinigt. Die weitere Strecke nach Norden durch den Snowdonia-Nationalpark ist sie ebenfalls gemeinsam mit der A470 geführt, mit der sie den See Lyn Trawsfynydd passiert, sich in Gellilydan aber wieder trennt. Die A487 führt weiter nach Westen nach Porhmadog, schwenkt dann zunächst nach Nordwesten und schneidet dabei die Lleyn-Halbinsel ab, später nach Norden und erreicht schließlich Caernarfon an der Menaistraße (Umgehungsstraße 2019 im Bau). Dieser folgt sie, kreuzt die A55 road, an der der Charakter als Primary route endet, und erreicht nach kurzer Strecke Bangor. Dort endet sie an der A5 road.